# 吳永嘉
吳永嘉，SBS，JP（1969年6月17日—），現任港區全國人大代表、香港立法會議員（工業界（第二））、香港中華廠商聯合會立法會代表、香港經濟民生聯盟副主席，以及重慶市政協委員，現職香港執業律師，以及董吳謝香律師事務所合夥人。2019年7月獲頒銅紫荊星章。

## 簡歷
吳永嘉有1名胞兄吳永浩，吳永嘉早年就讀伊利沙伯中學（1986年中五，1988年中七），與湯修齊為中五同屆同學，後來於1988年以 1A1C 成績考入香港大學。他就讀中學時曾經獲得香港羽毛球雙打公開聯賽乙組冠軍，並於1987至1988年擔任校內的領袖生總隊長。他在1991年獲得法學學士學位，翌年取得法律深造證書（PCLL）。1997年起成為董吳謝香律師事務所合夥人。先後擔任多項公職及上市公司獨立非執行董事。2007年起擔任電子業及電訊業訓練委員會委員。近年擔任香港中華廠商聯合會副會長，並曾擔任主力舉辦每年一度工展會的廠商會展覽服務有限公司主席。
2015年1月16日，獲行政長官梁振英委任為策略發展委員會非官方委員，任期由2015年1月18日起，至2017年6月30日止。2015年12月11日獲特區政府委任為「香港-台灣商貿合作委員會」主席，接替被委任為「港台經濟文化合作協進會」主席的李大壯。任期由2015年12月11日至2018年3月31日 。

## 參與政治
吳永嘉於2012年香港特別行政區行政長官選舉時，曾支持唐英年參選。2016年7月25日，吳永嘉在廠商會永遠名譽會長施榮懷、會長李秀恒及自由黨立法會議員鍾國斌等支持下，代表廠商會正式報名參選2016年香港立法會選舉工業界（第二）功能界別議席，接替放棄連任的林大輝，最後自動當選，成為工業界（第二）界別議員。
2018年12月11日，經民聯黨慶中公佈吳永嘉加入經民聯，並擔任副主席。

## 個人生活
吳永嘉已婚，妻子盧金治的父親是福建社團聯會永遠名譽會長，廠商會名譽會董兼全國政協委員盧文端。吳永嘉胞兄為香港眼科中心的眼科醫生吳永浩，而其大嫂為區域法院暫委法官鄭麗珊。
吳永嘉自1990年代末期起收藏茅台酒，每年入貨超過50箱，並成立「香港國酒茅台之友協會」，定期安排同好到貴州仁懷縣茅台鎮參觀酒廠，亦聯絡酒商為香港茅台之友會推出特別專用酒。

## 獨立非執行董事
- 延長石油國際 （前稱中聯石油化工國際有限公司）（hkex：0346）（2005年—）
- 中國織材控股（hkex：3778）（2011年12月3日—）
- 美國家得路天然健康有限公司

## 公職
- 電子業及電訊業訓練委員會委員 （2007年—？）
- 香港廉政公署道德發展中心委員
- 香港東區防火委員會委員
- 策略發展委員會非官方委員 （2015年1月18日—2017年6月30日）[14]
- 「香港-台灣商貿合作委員會」主席 （2015年12月11日—2018年3月31日）
- 重慶市全國政協委員[5]